# Fiat Croma
Fiat Croma är den största personbilen från den italienska tillverkaren Fiat. När den introducerades ersatte den Fiat Argenta och vid denna tid var efterfrågan på stora sedaner fortfarande ganska stor, men när produktionen av modellen slutade 1996 fick den ingen ersättare, då Fiat valde att specialisera sig på mindre bilar.
Den första modellen presenterades 1985 och var då en del i projektet "Typ 4", De fyras klubb, tillsammans med Saab, Alfa Romeo och Lancia. Först ut, 1984, var Saab 9000 och 1988 kom den sista, Alfa Romeo 164. Av dessa två samt Lancia Thema var Fiat Croma den billigaste. Modellerna delade bottenplatta och delvis även motorer och karossdetaljer. I Sverige kom modellen lite i skymundan jämfört med systermodellen från Saab, men Croma ansågs av många motorjournalister som mer komfortabel och körglad. Den hade en riktig delad bakaxel, medan Saab 9000 bara hade ett enkelt rör. "Den bästa Fiat på länge", skrev Teknikens Värld 1986.
I Sverige såldes till en början enbart 2 litersversionen på 120 hk (115 hk med katalysator). Senare kom 2,0 Turbo på 150 hk och 16V på 137 hk.  
År 2005 dök dock namnet upp igen, men den här gången på en mer högbyggd, MPV-betonad modell. Nya Croma konstruerades i samarbete med General Motors på samma bottenplatta som exempelvis Saab 9-3 och Opel Vectra. Modellen har fått högsta krocksäkerhetsbetyg av den oberoende organisationen EuroNCAP och beröm för sina mycket goda innerutrymmen.

## Modellgenerationer

### Croma I
- Typnummer 154: 5-d halvkombi, produktionsår 1985–1996

#### Motoralternativ
| Modell            | Årsmodell | Motor                   | Cylindervolym | Effekt | Vridmoment | Bränslesystem                          |
| ----------------- | --------- | ----------------------- | ------------- | ------ | ---------- | -------------------------------------- |
| Croma             | 1986-1990 | 4-cyl radmotor SOHC 8V  | 1585 cm³      | 83 hk  | 128 Nm     | Förgasare                              |
| Croma CHT         | 1986-1990 | 4-cyl radmotor DOHC 8V  | 1995 cm³      | 90 hk  | 169 Nm     | Förgasare                              |
| Croma CHT         | 1991      | 4-cyl radmotor DOHC 8V  | 1995 cm³      | 100 hk | 172 Nm     | Förgasare, katalysator                 |
| Croma i.e.        | 1986-1990 | 4-cyl radmotor DOHC 8V  | 1995 cm³      | 120 hk | 167 Nm     | Bränsleinsprutning                     |
| Croma i.e.        | 1991-1996 | 4-cyl radmotor DOHC 8V  | 1995 cm³      | 115 hk | 162 Nm     | Bränsleinsprutning, katalysator        |
| Croma i.e. 16V    | 1994-1996 | 4-cyl radmotor DOHC 16V | 1995 cm³      | 137 hk | 180 Nm     | Bränsleinsprutning, katalysator        |
| Croma Turbo i.e.  | 1986-1990 | 4-cyl radmotor DOHC 8V  | 1995 cm³      | 155 hk | 235 Nm     | Bränsleinsprutning, turbo              |
| Croma Turbo i.e.  | 1991-1996 | 4-cyl radmotor DOHC 8V  | 1995 cm³      | 150 hk | 247 Nm     | Bränsleinsprutning, turbo, katalysator |
| Croma V6          | 1994-1996 | V6-motor SOHC 12V       | 2492 cm³      | 160 hk | 213 Nm     | Bränsleinsprutning, katalysator        |
| Croma 2.0 TD i.d. | 1988-1996 | 4-cyl radmotor SOHC 8V  | 1929 cm³      | 92 hk  | 200 Nm     | Turbodiesel                            |
| Croma D           | 1986-1990 | 4-cyl radmotor SOHC 8V  | 2499 cm³      | 75 hk  | 162 Nm     | Dieselmotor                            |
| Croma Turbo D     | 1986-1990 | 4-cyl radmotor SOHC 8V  | 2445 cm³      | 100 hk | 217 Nm     | Turbodiesel                            |
| Croma 2.5 TD      | 1991-1996 | 4-cyl radmotor SOHC 8V  | 2500 cm³      | 115 hk | 250 Nm     | Turbodiesel                            |

### Croma II
- Typnummer 194: 5-d kombi, produktionsår 2005–2010

#### Motoralternativ
| Modell       | Årsmodell | Motor                   | Cylindervolym | Effekt | Vridmoment | Bränslesystem      |
| ------------ | --------- | ----------------------- | ------------- | ------ | ---------- | ------------------ |
| 1.8          | 2006-10   | 4-cyl radmotor DOHC 16V | 1796 cm³      | 140 hk | 175 Nm     | Bränsleinsprutning |
| 2.2          | 2006-10   | 4-cyl radmotor DOHC 16V | 2198 cm³      | 147 hk | 203 Nm     | Bränsleinsprutning |
| 1.9 Multijet | 2006-10   | 4-cyl radmotor SOHC 8V  | 1910 cm³      | 120 hk | 280 Nm     | Turbodiesel        |
| 1.9 Multijet | 2006-10   | 4-cyl radmotor DOHC 16V | 1910 cm³      | 150 hk | 320 Nm     | Turbodiesel        |
| 2.4 Multijet | 2006-10   | 5-cyl radmotor DOHC 20V | 2387 cm³      | 200 hk | 400 Nm     | Turbodiesel        |